# Liste von Schiffen mit dem Namen Amsterdam
Amsterdam ist ein mehrfach genutzter Name und auch Namensbestandteil von Schiffen. Er leitet sich von niederländischen Hauptstadt Amsterdam ab. Nach ihr wurde auch Amsterdam in New York benannt, die Namensgeber für die Schiffe der United States Navy wurde.

## Schiffsliste
| Bezeichnung         | Schiffsart        | Klasse / Typ                      | Baujahr | Bauwerft                                       | Eigner                             | Dienstzeit | Verbleib                                                                                         | Bild |
| ------------------- | ----------------- | --------------------------------- | ------- | ---------------------------------------------- | ---------------------------------- | ---------- | ------------------------------------------------------------------------------------------------ | ---- |
| Amsterdam           | Ostindienfahrer   | 350 Lasten, 26 Geschütze          | 1604    | Peperwerf, Amsterdam                           | Niederländische Ostindien-Kompanie |            | 1610 vor Manila durch Feind erobert                                                              |      |
| Amsterdam           | Kriegsschiff      |                                   |         |                                                | Admiralität Zeeland                | 1652       | Wrack 1653                                                                                       |      |
| Amsterdam           | Kriegsschiff      | 30 Geschütze                      |         |                                                | Admiralität Amsterdam              | 1652       | Wrack 1652                                                                                       |      |
| Amsterdam           | Kriegsschiff      | Brander                           |         |                                                | Admiralität Amsterdam              | 1652       |                                                                                                  |      |
| Amsterdam           | Kriegsschiff      | 50-60 Geschütze                   | 1653    |                                                | Admiralität Amsterdam              |            | 1689 durch Frankreich erobert                                                                    |      |
| Amsterdam           | Kriegsschiff      | 64 Geschütze                      | 1688    |                                                | Admiralität Amsterdam              |            | 1712 verkauft                                                                                    |      |
| Stad Amsterdam      | Kriegsschiff      | 50 Geschütze                      |         |                                                | Admiralität Amsterdam              | 1688       | 1688 angemietet, letzte Erwähnung 1689                                                           |      |
| Wapen van Amsterdam | Kriegsschiff      | 36 Geschütze                      |         |                                                | Admiralität Amsterdam              | 1688       | 1688 angemietet, 1689 durch Frankreich erobert                                                   |      |
| Amsterdam           | Kriegsschiff      | Dreidecker (Schiff), 96 Geschütze | 1712    |                                                | Admiralität Amsterdam              |            | 1738 verkauft                                                                                    |      |
| Amsterdam           | Ostindienfahrer   |                                   | 1748    | Amsterdam                                      | Niederländische Ostindien-Kompanie | 1749       | Am 26. Januar 1749 gestrandet                                                                    |      |
| Amsterdam           | Passagierschiff   |                                   | 1880    | A. McMillan & Sons Ltd.                        | Holland-America Line               | 1880–1884  | 1884 nach Strandung verschrottet                                                                 |      |
| Amsterdam           | Passagierschiff   |                                   | 1879    | Harland & Wolff Ltd., Belfast                  | Holland-America Line               | 1879–1905  |                                                                                                  |      |
| Nieuw Amsterdam     | Passagierschiff   |                                   | 1938    | Rotterdamsche Droogdok Maatschappij, Rotterdam | Holland-America Line               | 1938–1973  | 1974 abgewrackt                                                                                  |      |
| Amsterdam           | Leichter Kreuzer  | Cleveland-Klasse                  | 1942    | New York Shipbuilding, Camden                  | United States Navy                 |            | Noch vor dem Stapellauf in Independence umbenannt und zum Flugzeugträger umgebaut, 1951 versenkt |      |
| Amsterdam           | Leichter Kreuzer  | Cleveland-Klasse                  | 1944    | Newport News Shipbuilding, Newport News        | United States Navy                 | 1945–1947  | 1972 abgewrackt                                                                                  |      |
| Amsterdam           | Passagierschiff   |                                   | 1950    | John Brown & Company, Clydebank                | British Rail                       | 1950–1987  | 1987 gesunken                                                                                    |      |
| Amsterdam           | Ostindienfahrer   |                                   | 1990    |                                                |                                    |            | Museumsschiff (Nachbau der Amsterdam von 1748) in Amsterdam                                      |      |
| Amsterdam           | Versorgungsschiff |                                   | 1995    | Damen Schelde Naval Shipbuilding, Vlissingen   | Koninklijke Marine                 | 1995–2014  | 2014 an Peru verkauft                                                                            |      |
| Amsterdam           | Kreuzfahrtschiff  | Rotterdam-Klasse                  | 2000    | Fincantieri, Marghera                          | Holland-America Line               | seit 2000  |                                                                                                  |      |
| Stad Amsterdam      | Klipper           |                                   | 2000    | Damen Oranjewerf, Amsterdam                    |                                    | seit 2000  |                                                                                                  |      |
| Glory Amsterdam     | Frachtschiff      | Panamax / 76D                     | 2006    | Oshima Shipbuilding Company, Saikai            | Glory Ships, Singapur              | seit 2006  |                                                                                                  |      |
| Amsterdam           | Frachtschiff      |                                   | 2007    | Daehan Shipbuilding, Hwawonmyun                | Team Shipmanagement, Bremerhaven   | seit 2012  |                                                                                                  |      |